# عمليات النقل بالقطار
عمليات النقل بالقطار (بالإنجليزية: Rail transport operations) النقل بالسكة الحديد تعتمد على عنصرين رئيسيين: الأجهزة المتحركة (مثل القاطرات، وعربات الركاب، وعربات البضائع، وغيرها) و البنية التحتية (وهي السكة الثابتة، والفضبان، والمحطات، ومخازن البضائع والمنقولات، والقناطر، والأنفاق، وغيرها) .

## العمليات

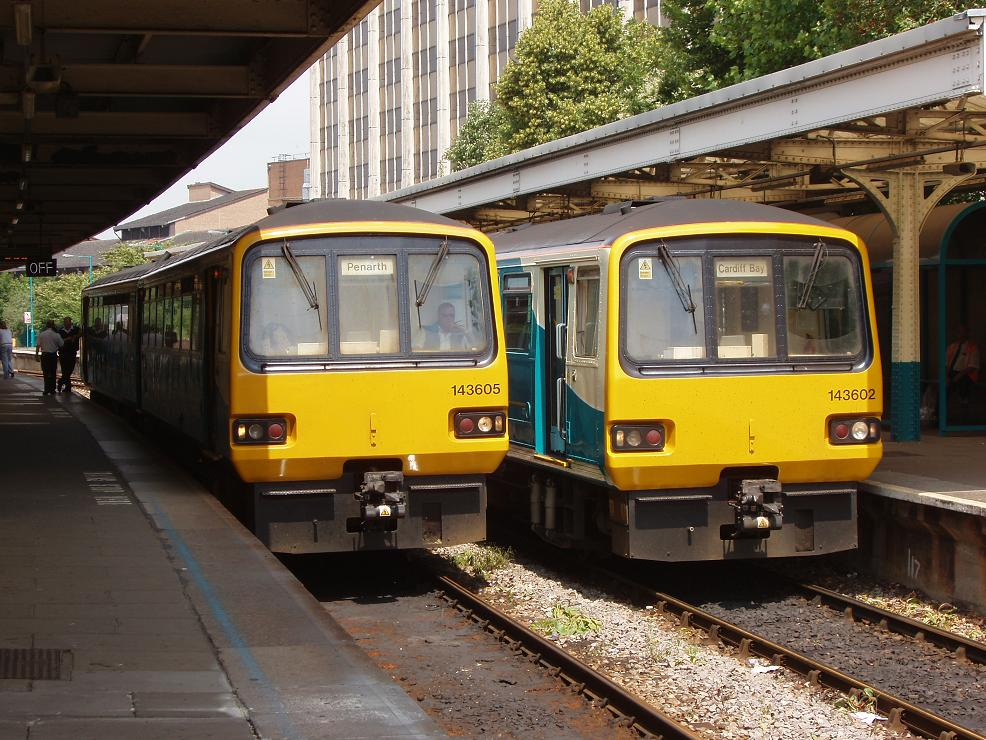
Two British Rail Class 143 DMUs at Cardiff Queen Street station in the United Kingdom. Both trains are operated by Arriva Trains Wales.

تشمل نظام السكة الحديد أيضا نظاما للتحكم، وكان هذا النظام للتحكم في الماضي يؤدي يدويا وبوسائل ميكانيكية، أما السكة الحديد في أيامنا هذه فنظام التحكم فيها يتم بأجهزة إلكترونية وبالحواسيب.

## الوسائل

### نظام الإشارات
نظام الإشارات المستخدم لتنظيم خركات القطارات يمكن أن يكون جزء منها ثابتا وجزء آخر متحركا.

## العاملون
- ناظر حركة السكة الحديد
- القائم بالتحويلات
- سائق القطار
- رئيس القطار

يمكن في نظام السكة الحديد أن يغير العامل موقعه، بمعنى إنابة عمل ما إلى أحد العاملين الآخرين .العمال متخصصون، مثل فاتح السكة على الطريق، مرسل إشارة تعدية القطار، ميكانيكي التشغيل، مساعد تغيير المسار، مسؤول تغيير المسار، نظارة المحطة.

## الأشغال (بعضا منها)
- تشغيل السكة الحديد: القيام بقيادة القطارات، القيام بتحويلات المسار، تشغيل نظام التحويلات، تأمين الطريق والاتجاهات .

- القيام بمهام قيادة القطارات ومن ضمنها سائق القطار، ورئيس القطار، وقاطع التذاكر.

- القيام بخطة السير، منها تكوين القطار من مقطورة وعربات أو فكها من بعضها؛ وإعداد وسائل شحن العربات وتفريغها في المحطات المختلفة، وإضافة عربات نقل بضاعة وعربات الركاب أو خلعها، وتوزيع تلك المقطورات والعربات في مخازن للسكك الحديد في مدن مختلفة وتكوين فيها موقفا للقطارات والصيانة وتنظيف القطارات.

## اقرأ أيضا
- سكة حديد
- قاطرة
- مسار
- خط سكة حديد
- جسر سكة حديد
- سكك حديد مصر
- سكة الحديد السعودية
- الخطوط الحديدية السورية
- المكتب الوطني للسكك الحديدية بالمغرب
- سكك حديد الجمهورية التركية
- 2016 في السكك الحديدية
- 2017 في السكك الحديدية
- 2018 في السكك الحديدية
- 2019 في السكك الحديدية
- 2020 في السكك الحديدية
- 2021 في السكك الحديدية